# Gran Chiriquí
Gran Chiriquí (Chiriquí, kultura Chiriquí) – nazwa regionu kulturowego na pacyficznym wybrzeżu Ameryki Środkowej, na terenie Kostaryki i Panamy, oraz fazy kulturowej, rozwijającej się od ok. 700 do ok. 1500 n.e. w tym regionie. Faza ta charakteryzowała się m.in. wielobarwną ceramiką, rzeźbami kamiennymi oraz wyrobami ze złota, wykazującymi podobieństwo do kultur z obszaru dzisiejszej Kolumbii. Region kulturowy Gran Chiriquí jest jednym z trzech, wyróżnionych przez archeologów, regionów kulturowych na obszarze Panamy, obok Gran Coclé i Gran Darién.

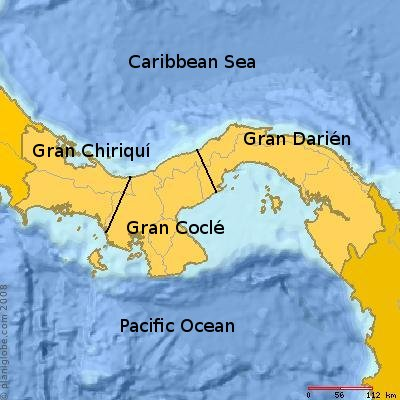
Lokalizacja regionów kulturalnych Gran Chiriquí, Gran Coclé i Gran Darién w Panamie

## Zasięg
Region kulturowy Gran Chiriquí swym zasięgiem obejmuje tereny współczesnej zachodniej Panamy (prowincja Chiriquí) i południowej Kostaryki (częściowo prowincje San José i Puntarenas).

## Wygląd przedstawicieli Chiriquí
Na zachowanych figurkach postaci ludzkich można zaobserwować stożkowe kapelusze, laski, naszyjniki i pasy, które mogły być częścią codziennego stroju. Członkowie plemion regionu Gran Chiriquí prawdopodobnie malowali swoje ciała we wzory geometryczne.

## Osiedla

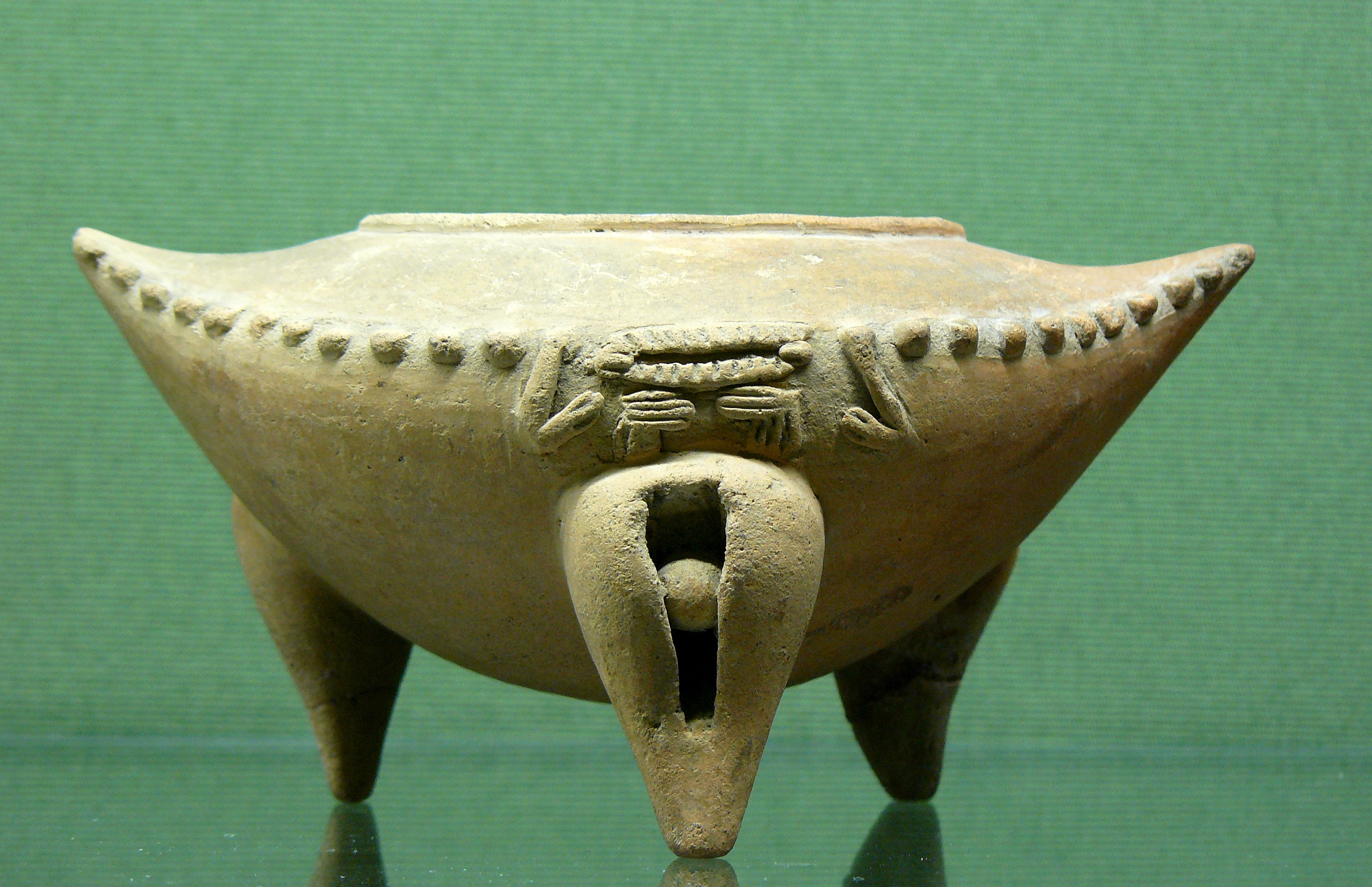

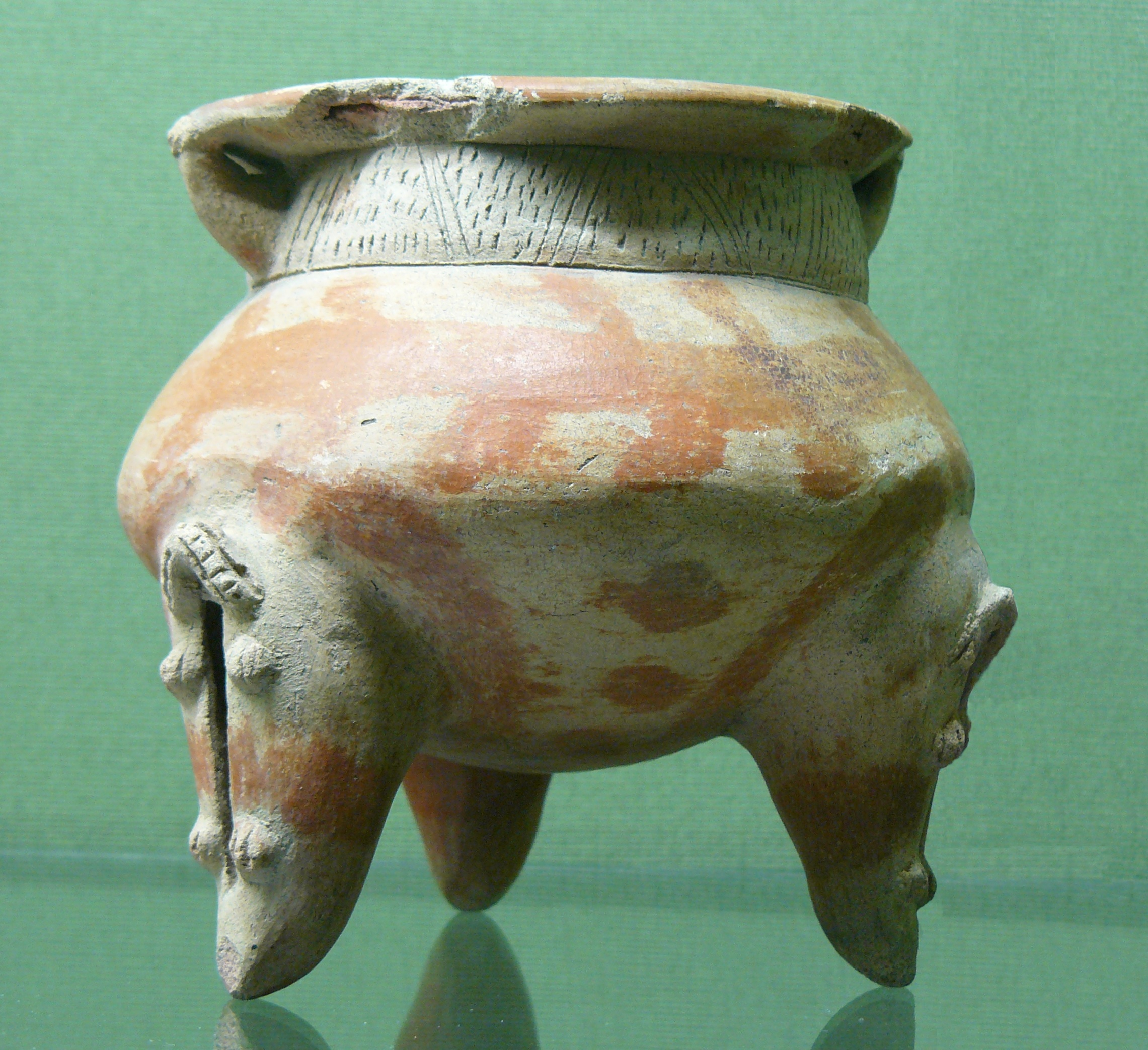
Trójnożne wazy Chiriquí, Narodowe Muzeum Ceramiki w Sèvres pod Paryżem

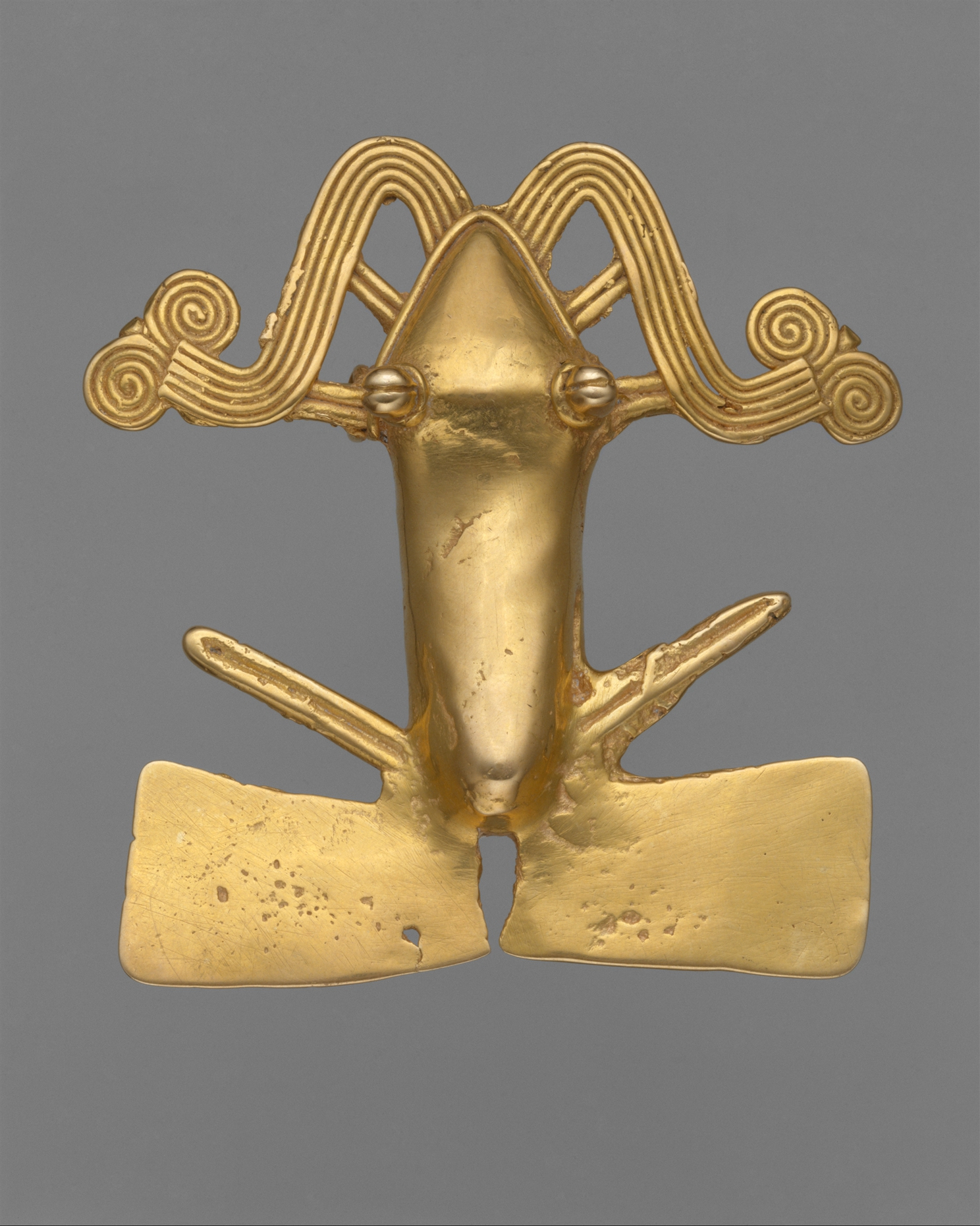
Złoty wisior Chiriquí w kształcie żaby, XI-XVI w. n.e., ze zbiorów Metropolitan Museum of Art w Nowym Jorku

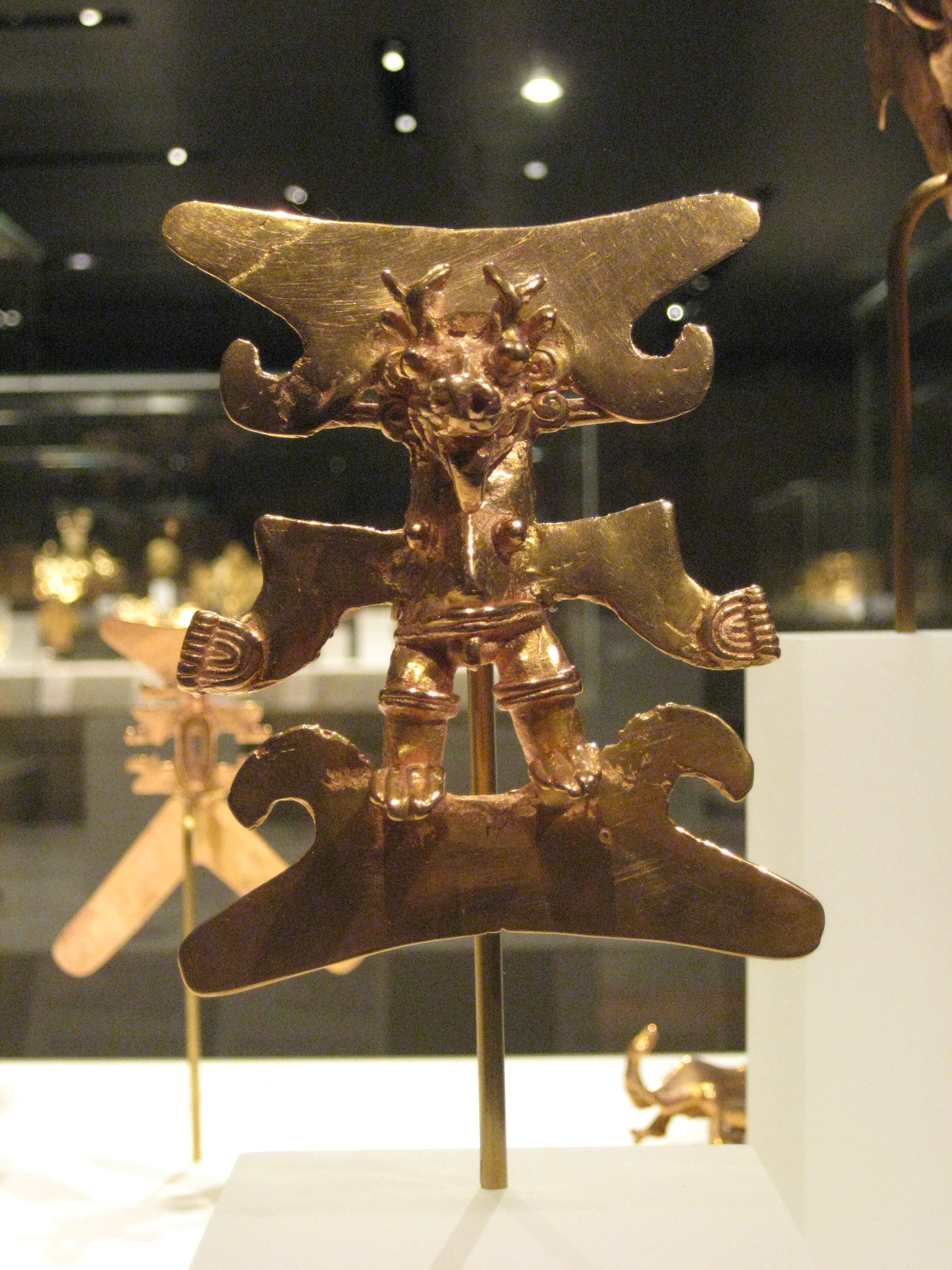
Złote wisiory Chiriquí w kształcie głowy jelenia…

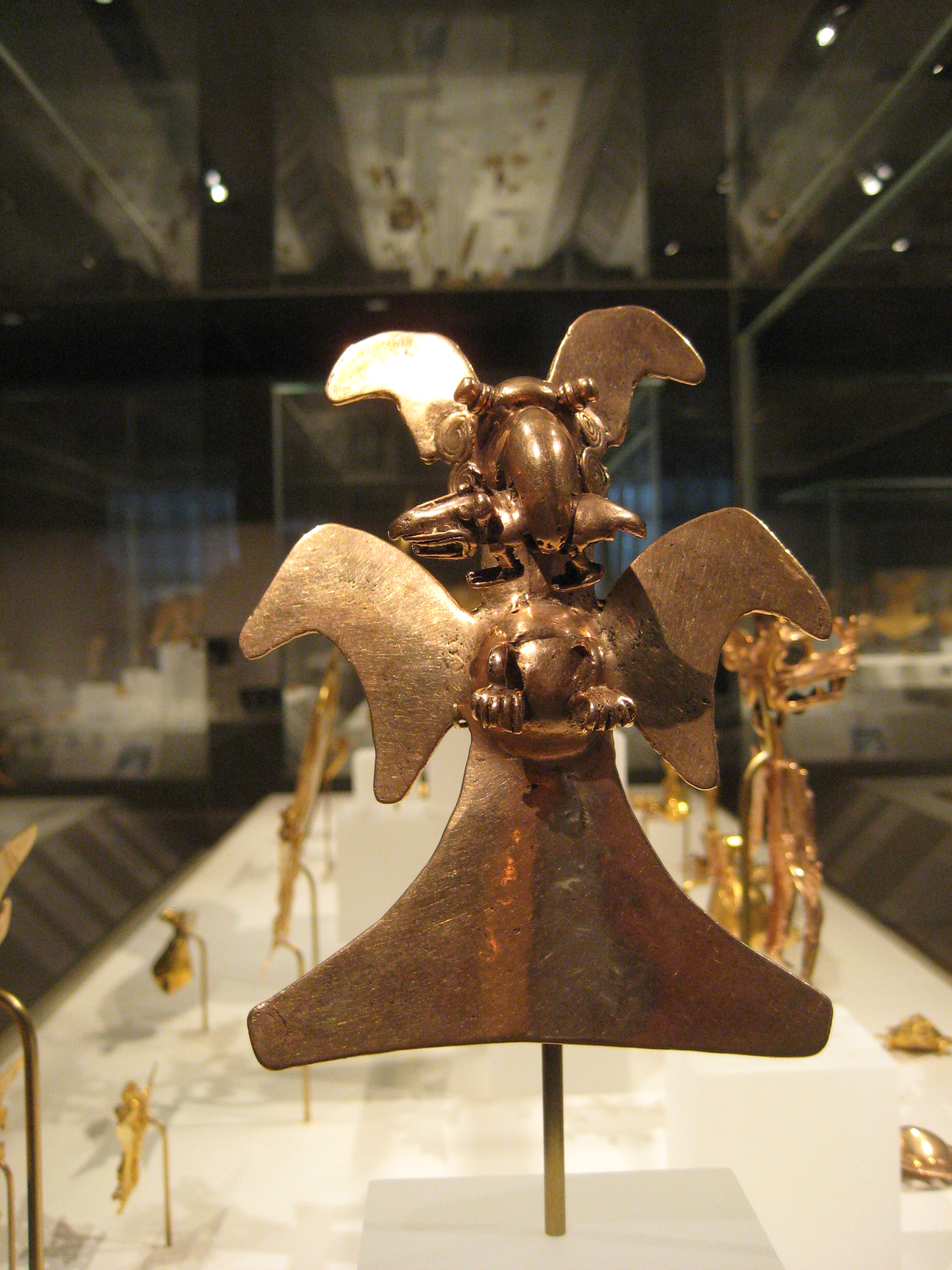
...i orła trzymającego w dziobie rybę, Metropolitan Museum of Art w Nowym Jorku

Wokół centralnych osiedli rozciągały się mniejsze osady. Osiedla ciągnęły się wzdłuż kanałów odwadniających. Niekiedy, szczególnie na terenach obecnej Panamy, główne osiedla lokalizowano na wyspach. Osiedla centralne pełniły rolę centrów życia gospodarczego i politycznego regionu.
Osiedla lokalizowane były przy terenach uprawnych z żyzną ziemią, lub, w przypadku osiedli na wyspach, w pobliżu przystani i wybrzeża. Każda wioska miała prawo dostępu do produktów pobliskich lasów i rzek, jednak dostęp do niektórych towarów, jak złoto i kamień, był ograniczany.
Domy miały kształt okrągły o średnicy 15–30 m. Do budowy fundamentów domów, ścian nośnych i sztucznych wzgórz o wysokości 1–3 m, na których stały domy przywódców plemiennych, używano kamieni rzecznych, do wznoszenia domów używano także trzciny, liście i drewno palmowe. Domy przywódców wyróżniały się typem budowy (sztuczne wzgórza) i lokalizacją w osadzie.

## Cmentarze
Cmentarze najczęściej znajdowały się na szczytach gór i sztucznie usypanych wzgórzach otaczających wioski, natomiast w strefie nizinnej również na płaskich terenach w pobliżu miejsc zamieszkania. Większość grobów miała kształt owalny i charakter korytarzowo-komorowy, z kamiennymi ścianami i dachem.

## Gospodarka

### Rolnictwo, myślistwo, rybołówstwo
Podstawą bytu ludności było rolnictwo, głównie uprawa kukurydzy, a także roślin okopowych (maniok, pataty) i palm (orzechy). Zajmowano się również zbieractwem runa leśnego, rybołówstwem, myślistwem, gromadzeniem zapasów wody pitnej i owoców morza. Polowano głównie na jelenie wirgińskie, pekari, tapiry i aguti, natomiast hodowla zwierząt domowych nie istniała.

### Rzemiosła
Narzędzia wyrabiano sposobem domowym lub też wytwarzały je warsztaty specjalistyczne, przy czym w rzemiośle zaznacza się wyraźna specjalizacja – różne ośrodki wykonywały specyficzne dla siebie towary na potrzeby rynku lokalnego i na eksport. Istniały centra wytwarzające przedmioty ze złota, biskwitu, ośrodki produkcji ceramiki oraz kamieniarskie (produkujące narzędzia lub kule kamienne), przy czym o specyfice produkcji w danym regionie decydowała głównie bliskość źródeł surowców naturalnych, potrzebnych do produkcji.
Niektóre rodzaje surowców (np. złoto) i produkcja oparta na nich była pod kontrolą przywódców religijnych i politycznych, a handel tymi przedmiotami był nadzorowany. Złotnictwo opierało się na wykorzystaniu własnych źródeł złota, głównie z półwyspu Osa. Złotnicy Chiriquí wykonywali wisiorki, ozdoby na głowy, tarcze. Ozdoby wykonywano także z miedzi i tumbaga oraz z surowców organicznych: kości zwierząt, rogów jelenia i muszli. Ozdoby te były noszone zarówno na specjalnych ceremoniach, jak i często na co dzień.
Kamieniarze wykonywali kolumny i filary, często rzeźbione, które były używane jako pomniki grobowe. W delcie rzeki Diduís wykonywali także kamienne kule o średnicy 2,5 m z takich materiałów jak gabro, granodioryt i, rzadziej, wapień. Naczynia codziennego użytku były wykonywane z miejscowych glin i wypalane w ogniu w otwartych dołach. Narzędzia kamienne z kamienia łupanego wykonywano z lokalnych surowców naturalnych, takich jak granodioryt, bazalt i andezyt, używano kamienia gładzonego (manos, metates).

## Ceramika
Charakterystyczna ceramika Gran Chiriquí obejmowała dekorowane dzbany barwione na kolor czerwony i brązowy stojące na trzech wysokich nóżkach, naczynia malowane techniką negatywową lub z użyciem dwóch lub trzech barw oraz przedmioty biskwitowe, wykonane z materiału pozyskiwanego ze złóż w okolicach współczesnego miasta David w Panamie.

## Handel
Pomiędzy poszczególnymi wspólnotami w regionie Gran Chiriquí istniała wymiana handlowa, np. biskwit był wytwarzany w Panamie i importowany na tereny Kostaryki, sól była pozyskiwana na wybrzeżu i eksportowana w głąb lądu, natomiast ludzie z wysp importowali surowy kamień, ceramikę i żywność. Wiele złotych przedmiotów importowano prawdopodobnie z centralnej Panamy, Veraguas i Kolumbii, inne były eksportowane do centralnej Kostaryki.

## Organizacja społeczna
Organizacja społeczeństwa Chiriquí opierała się na systemie wodzowskim, podziałach klanowych i zróżnicowaniu społecznemu. Istniały kategorie wodzów, wojowników, szamanów, artystów i zwykłych ludzi. Status społeczny decydował o dostępie do specyficznych dóbr i pozycji we wspólnocie.

## Konflikty
Konflikty w społeczeństwie miały charakter lokalny lub ponadregionalny i związane były z kontrolą źródeł surowców, terytoriów i wzmacnianiu władzy poszczególnych wodzów cz plemion. Rzeźby z tego obszaru często przedstawiają wojowników z głowami wrogów, związanych jeńców, przedstawienia bitew oraz schwytania i ofiarowania pojmanych. Również odkryte obwarowania osiedli wskazują na występowanie konfliktów wojennych.

## Religia
Religia Chiriquí miała charakter animistyczny. Obecne w niej były duchy i boginie, niektóre zaś zwierzęta, głównie drapieżne (krokodyle, orły, sępy, jaguary) były często przedstawiane w sztuce, co może sugerować ich znaczenie w wierzeniach religijnych tych społeczności.